# Женская Лига чемпионов ЕКВ 2004/2005
5-й розыгрыш женской Лиги чемпионов ЕКВ (45-й с учётом Кубка европейских чемпионов) проходил с 10 ноября 2004 по 20 марта 2005 года с участием 12 клубных команд из 8 стран-членов Европейской конфедерации волейбола. Финальный этап был проведён в Ла-Лагуне (Канарские острова, Испания). Победителем турнира в 4-й раз в своей истории (с учётом Кубка чемпионов) стала итальянская команда «Фоппапедретти» (Бергамо).

## Система квалификации
Места в Лиге чемпионов 2004/2005 впервые были распределены по вновь введёному рейтингу ЕКВ на 2004 год, учитывающему результаты выступлений клубных команд стран-членов ЕКВ в еврокубках на протяжении трёх сезонов (2000/2001—2002/2003). Согласно ему двух участников получили возможность заявить Италия, Испания, Турция и Польша, по одному — Россия, Франция, Сербия и Черногория и Азербайджан.

## Команды-участницы
| Страна              | Команда                                |                                    |
| ------------------- | -------------------------------------- | ---------------------------------- |
| Италия              | «Фоппапедретти» (Бергамо)              | Чемпион Италии 2004                |
| Италия              | «Асистел Воллей» (Новара)              | 2-й призёр чемпионата Италии 2004  |
| Испания             | «Тенерифе Маричаль» (Ла-Лагуна)        | Чемпион Испании 2004               |
| Испания             | «Отель Кантур» (Лас-Пальмас)           | 2-й призёр чемпионата Испании 2004 |
| Турция              | «Вакыфбанк Гюнеш» (Стамбул)            | Чемпион Турции 2004                |
| Турция              | «Бешикташ» (Стамбул)                   | 2-й призёр чемпионата Турции 2004  |
| Польша              | «Сталь» (Бельско-Бяла)                 | Чемпион Польши 2004                |
| Польша              | «Калисия-Виняры» (Калиш)               | 2-й призёр чемпионата Польши 2004  |
| Россия              | «Уралочка»-НТМК (Свердловская область) | Чемпион России 2004                |
| Франция             | «Расинг Клуб де Канн» (Канны)          | Чемпион Франции 2004               |
| Азербайджан         | «Азеррейл» (Баку)                      | Сильнейшая команда Азербайджана    |
| Сербия и Черногория | «Црвена Звезда» (Белград)              | Чемпион Сербии и Черногории 2004   |

## Система проведения розыгрыша
Соревнования состоят из предварительного этапа, плей-офф и финального этапа. На предварительном этапе 12 команд-участниц разбиты на 2 группы. В группах команды играют с разъездами в два круга. В плей-офф выходят по три лучшие команды из групп и одна из двух команда из занявших в группах четвёртые места. Из числа команд, вышедших в плей-офф, выбирается хозяин финального этапа и допускается непосредственно в финальный раунд розыгрыша.
6 команд-участниц плей-офф делятся на пары и проводят между собой по два матча с разъездами. Победителем пары выходит команда, одержавшая две победы. В случае равенства побед победителем пары становится команда, имеющая лучшее соотношение партий по итогам двух встреч.
Финальный этап проводится в формате «финала четырёх» — полуфинал и два финала (за 3-е и 1-е места). В нём принимают участие хозяин финала и три лучшие команды по итогам плей-офф.

## Предварительный этап
10.11.2004—25.01.2005

### Группа А
| М | Команда                           | 1       | 2       | 3       | 4       | 5       | 6       | И  | В | П | С/П   | О  |
| - | --------------------------------- | ------- | ------- | ------- | ------- | ------- | ------- | -- | - | - | ----- | -- |
| 1 | «Фоппапедретти» Бергамо           |         | 3:2     | 3:0     | 3:0 2:3 | 3:1 3:0 | 3:0     | 10 | 9 | 1 | 29:8  | 19 |
| 2 | «Расинг Клуб де Канн» Канны       | 2:3     |         | 3:0 3:1 | 3:1     | 0:3 3:0 | 3:0 3:2 | 10 | 7 | 3 | 25:14 | 17 |
| 3 | «Отель Кантур» Лас-Пальмас        | 0:3     | 0:3 1:3 |         | 3:0 1:3 | 3:2 3:0 | 2:3 3:1 | 10 | 4 | 6 | 16:21 | 14 |
| 4 | «Сталь» Бельско-Бяло              | 0:3 3:2 | 1:3     | 0:3 3:1 |         | 3:2 0:3 | 3:0 2:3 | 10 | 4 | 6 | 16:23 | 14 |
| 5 | «Вакыфбанк Гюнеш» Стамбул         | 1:3 0:3 | 3:0 0:3 | 2:3 0:3 | 2:3 3:0 |         | 3:0 1:3 | 10 | 3 | 7 | 15:21 | 13 |
| 6 | «Уралочка»-НТМК Свердловская обл. | 0:3     | 0:3 2:3 | 3:2 1:3 | 0:3 3:2 | 0:3 3:1 |         | 10 | 3 | 7 | 12:26 | 13 |

10.11: Вакыфбанк Гюнеш — Отель Кантур 2:3 (21:25, 27:25, 15:25, 28:26, 15:17).
10.11: Уралочка-НТМК — Фоппапедретти 0:3 (18:25, 17:25, 19:25).
10.11: РК де Канн — Сталь 3:1 (25:20, 21:25, 25:21, 25:23).
16.11: Сталь — Уралочка-НТМК 3:0 (25:16, 25:17, 25:13).
17.11: Вакыфбанк Гюнеш — РК де Канн 3:0 (25:17, 25:23, 25:22).
17.11: Отель Кантур — Фоппапедретти 0:3 (14:25, 20:25, 22:25).
24.11: РК де Канн — Отель Кантур 3:0 (25:21, 25:16, 27:25).
24.11: Фоппапедретти — Сталь 3:0 (25:13, 25:22, 25:15).
25.11: Уралочка-НТМК — Вакыфбанк Гюнеш 0:3 (19:25, 23:25, 20:25).
1.12: Вакыфбанк Гюнеш — Фоппапедретти 1:3 (20:25, 19:25, 29:27, 23:25).
1.12: РК де Канн — Уралочка-НТМК 3:0 (25:20, 27:25, 25:13).
1.12: Отель Кантур — Сталь 3:0 (25:17, 25:13, 27:25).
7.12: Сталь — Вакыфбанк Гюнеш 3:2 (25:21, 25:22, 22:25, 17:25, 15:12).
7.12: Фоппапедретти — РК де Канн 3:2 (35:33, 17:25, 25:11, 22:25, 15:8).
9.12: Уралочка-НТМК — Отель Кантур 3:2 (25:18, 21:25, 23:25, 25:17, 15:10).
14.12: Вакыфбанк Гюнеш — Сталь 3:0 (25:20, 25:21, 25:23).
14.12: РК де Канн — Фоппапедретти 1:3 (25:23, 16:25, 18:25, 17:25).
15.12: Отель Кантур — Уралочка-НТМК 3:1 (25:15, 25:19, 22:25, 25:20).
22.12: Отель Кантур — РК де Канн 1:3 (25:18, 21:25, 22:25, 18:25).
4.01: Сталь — Отель Кантур 3:1 (25:23, 25:16, 18:25, 25:22).
5.01: Уралочка-НТМК — РК де Канн 2:3 (25:20, 25:27, 25:23, 15:25, 12:15).
5.01: Фоппапедретти — Вакыфбанк Гюнеш 3:0 (25:17, 25:13, 25:20).
11.01: Сталь — Фоппапедретти 3:2 (25:23, 25:23, 20:25, 12:25, 15:10).
12.01: Вакыфбанк Гюнеш — Уралочка-НТМК 1:3 (24:26, 25:22, 20:25, 21:25).
18.01: Уралочка-НТМК — Сталь 3:2 (16:25, 25:16, 25:20, 23:25, 15:9).
18.01: Фоппапедретти — Отель Кантур 3:0 (26:24, 25:17, 25:23).
18.01: РК де Канн — Вакыфбанк Гюнеш 3:0 (25:8, 25:23, 25:21).
25.01: Сталь — РК де Канн 1:3 (23:25, 31:29, 18:25, 14:25).
25.01: Отель Кантур — Вакыфбанк Гюнеш 3:0 (27:25, 25:23, 25:20).
25.01: Фоппапедретти — Уралочка-НТМК 3:0 (25:13, 25:15, 25:16).

### Группа В
| М | Команда                       | 1       | 2       | 3       | 4       | 5       | 6       | И  | В | П | С/П   | О  |
| - | ----------------------------- | ------- | ------- | ------- | ------- | ------- | ------- | -- | - | - | ----- | -- |
| 1 | «Асистел Воллей» Новара       |         | 3:2 3:0 | 3:0     | 3:0 3:2 | 3:0 1:3 | 3:0     | 10 | 9 | 1 | 28:7  | 19 |
| 2 | «Тенерифе Маричаль» Ла-Лагуна | 2:3 0:3 |         | 2:3 3:0 | 3:0 3:2 | 3:2 3:1 | 3:0     | 10 | 7 | 3 | 25:14 | 17 |
| 3 | «Азеррейл» Баку               | 0:3     | 3:2 0:3 |         | 3:0 3:2 | 3:0     | 3:0     | 10 | 7 | 3 | 21:13 | 17 |
| 4 | «Бешикташ» Стамбул            | 0:3 2:3 | 0:3 2:3 | 0:3 2:3 |         | 3:1 2:3 | 3:2     | 10 | 3 | 7 | 17:26 | 13 |
| 5 | «Калисия-Виняры» Калиш        | 0:3 3:1 | 2:3 1:3 | 0:3     | 1:3 3:2 |         | 3:1 0:3 | 10 | 3 | 7 | 13:25 | 13 |
| 6 | «Црвена Звезда» Белград       | 0:3     | 0:3     | 0:3     | 2:3     | 1:3 3:0 |         | 10 | 1 | 9 | 8:27  | 11 |

10.11: Калисия-Виняры — Азеррейл 0:3 (18:25, 20:25, 22:25).
10.11: Тенерифе Маричаль — Бешикташ 3:0 (25:12, 25:16, 25:19).
10.11: Асистел Воллей — Црвена Звезда 3:0 (25:15, 25:8, 25:11).
16.11: Црвена Звезда — Бешикташ 2:3 (25:20, 22:25, 17:25, 25:15, 10:15).
17.11: Асистел Воллей — Калисия-Виняры 3:0 (25:13, 25:20, 25:18).
18.11: Азеррейл — Тенерифе Маричаль 3:2 (25:23, 25:21, 24:26, 26:28, 15:11).
24.11: Бешикташ — Азеррейл 0:3 (23:25, 22:25, 14:25).
24.11: Калисия-Виняры — Црвена Звезда 3:1 (23:25, 25:12, 25:22, 25:21).
25.11: Тенерифе Маричаль — Асистел Воллей 2:3 (23:25, 14:25, 26:24, 25:20, 13:15).
1.12: Калисия-Виняры — Тенерифе Маричаль 2:3 (25:21, 19:25, 25:15, 12:25, 18:20).
1.12: Црвена Звезда — Азеррейл 0:3 (19:25, 24:26, 13:25).
1.12: Асистел Воллей — Бешикташ 3:0 (25:13, 25:12, 25:15).
7.12: Азеррейл — Асистел Воллей 0:3 (16:25, 21:25, 21:25).
8.12: Бешикташ — Калисия-Виняры 3:1 (25:21, 16:25, 25:21, 25:20).
9.12: Тенерифе Маричаль — Црвена Звезда 3:0 (25:12, 25:22, 25:23).
14.12: Црвена Звезда — Тенерифе Маричаль 0:3 (25:27, 19:25, 21:25).
15.12: Калисия-Виняры — Бешикташ 3:2 (25:20, 23:25, 25:21, 20:25, 15:10).
15.12: Асистел Воллей — Азеррейл 3:0 (25:20, 25:22, 25:16).
29.12: Асистел Воллей — Тенерифе Маричаль 3:0 (29:27, 25:12, 29:27).
29.12: Црвена Звезда — Калисия-Виняры 3:0 (25:17, 25:22, 25:23).
4.01: Тенерифе Маричаль — Калисия-Виняры 3:1 (25:17, 25:16, 24:26, 25:20).
5.01: Бешикташ — Асистел Воллей 2:3 (19:25, 25:21, 20:25, 25:22, 13:15).
5.01: Азеррейл — Црвена Звезда 3:0 (30:28, 25:21, 25:23).
11.01: Азеррейл — Бешикташ 3:2 (25:19, 24:26, 23:25, 25:18, 15:7).
18.01: Тенерифе Маричаль — Азеррейл 3:0 (25:19, 25:9, 25:18).
19.01: Бешикташ — Црвена Звезда 3:2 (25:16, 22:25, 25:14, 25:27, 15:6).
19.01: Калисия-Виняры — Асистел Воллей 3:1 (25:12, 14:25, 25:21, 25:21).
25.01: Бешикташ — Тенерифе Маричаль 2:3 (22:25, 25:22, 26:24, 19:25, 9:15).
25.01: Азеррейл — Калисия-Виняры 3:0 (25:23, 25:16, 25:19).
25.01: Црвена Звезда — Асистел Воллей 0:3 (17:25, 22:25, 21:25).

### Итоги
По итогам предварительного этапа в плей-офф вышли по три лучшие команды из групп. Хозяином финального этапа выбрана команда «Тенерифе Маричаль» (Ла-Лагуна), получившая прямой допуск в финал четырёх. После этого определилась ещё одна команда — участница плей-офф из числа занявших в группах четвёртые места (из группы, в которой играл хозяин финального раунда). Ею стал турецкий «Бешикташ».

## Плей-офф
9—16.02.2005
 «Отель Кантур» (Лас-Пальмас) —  «Асистел Воллей» (Новара)
9 февраля. 2:3 (10:25, 27:25, 22:25, 25:23, 12:15).
15 февраля. 0:3 (14:25, 15:25, 16:25).
 «Фоппапедретти» (Бергамо) —  «Бешикташ» (Стамбул)
10 февраля. 3:0 (29:13, 25:11, 25:16).
16 февраля. 1:3 (25:15, 16:25, 20:25, 20:25).
 «Расинг Клуб де Канн» (Канны) —  «Азеррейл» (Баку)
10 февраля. 3:0 (29:27, 25:22, 25:19).
16 февраля. 1:3 (25:16, 20:25, 23:25, 20:25).

## Финал четырёх
19—20 марта 2005.  Ла-Лагуна.
Участники:
 «Тенерифе Маричаль» (Ла-Лагуна) 

 «Асистел Воллей» (Новара)

 «Фоппапедретти» (Бергамо)

 «Расинг Клуб де Канн» (Канны)

### Полуфинал
19 марта
 «Фоппапедретти» —  «Тенерифе Маричаль»
3:0 (26:24, 25:18, 25:16)
 «Асистел Воллей» —  «Расинг Клуб де Канн»
3:1 (22:25, 25:21, 25:20, 25:22)

### Матч за 3-е место
20 марта
 «Тенерифе Маричаль» —  «Расинг Клуб де Канн»
3:1 (25:18, 19:25, 25:23, 25:22)

### Финал
| 20 марта 2005 | \| «Фоппапедретти» (Бергамо) \| 3:0 \| «Асистел Воллей» (Новара) \| \| Ирина Жукова Ангелина Грюн Паола Паджи Любовь Соколова Франческа Пиччинини Майя Поляк Паола Кроче (либеро) Мануэла Секоло \| Голы \| Хэ Ци Малгожата Глинка Сара Андзанелло Виргини Де Карне Аня Спасоевич Лаура Николини Паола Кардулло (либеро) Наталья Вигано Манон Флир Олеся Кулакова \| | Ла-Лагуна Pabellon Insular Santiago Martin Зрителей: 4050                                                                                             |
| Счёт по партиям — 25:18, 25:16, 25:17. Время матча — 1 час 18 минут. Судьи: Йохан Калленс, Петер Кончник.                 | | |
| «Фоппапедретти» (Бергамо)                                                                                                 | 3:0 | «Асистел Воллей» (Новара) |
| Ирина Жукова Ангелина Грюн Паола Паджи Любовь Соколова Франческа Пиччинини Майя Поляк Паола Кроче (либеро) Мануэла Секоло | Голы | Хэ Ци Малгожата Глинка Сара Андзанелло Виргини Де Карне Аня Спасоевич Лаура Николини Паола Кардулло (либеро) Наталья Вигано Манон Флир Олеся Кулакова |

### Итоги

#### Положение команд
| «Фоппапедретти» (Бергамо)        |
| «Асистел Воллей» (Новара)        |
| «Тенерифе Маричаль» (Ла-Лагуна)  |
| 4. «Расинг Клуб де Канн» (Канны) |

#### Призёры
«Фоппапедретти» (Бергамо): Серена Ортолани, Ангелина Грюн, Паола Кроче, Искра Миялич, Любовь Соколова, Дженни Барацца, Ирина Жукова, Мануэла Секоло, Паола Паджи, Франческа Пиччинини, Катя Лураски, Майя Поляк. Главный тренер — Джованни Капрара.
  «Асистел Воллей» (Новара): Сара Андзанелло, Манон Флир, Наталья Вигано, Хэ Ци, Малгожата Глинка, Паола Кардулло, Лаура Николини, Бояна Радулович, Аня Спасоевич, Виржини Де Карне, Олеся Кулакова. Главный тренер — Анджолино Фригони.
  «Тенерифе Маричаль» (Ла-Лагуна): Сусана Родригес Гонсалес, Ирен Камара Волеро, Грегория Дорта Ледесма, Ромина Ламас Герен, Елена Павлова, Марина Дубинина, Ингрид Виссер, Розанжела Коррея ду Насименту, Магалис Карвахаль Ривера, Эстер Лопес Арройо, Косирис Родригес Андино. Главный тренер — Мауро Масаччи.

#### Индивидуальные призы
MVP: Любовь Соколова («Фоппапедретти»)
Лучшая нападающая: Любовь Соколова («Фоппапедретти»)
Лучшая блокирующая: Майя Поляк («Фоппапедретти»)
Лучшая на подаче: Виржини Де Карне («Асистел Воллей»)
Лучшая на приёме: Эстер Лопес Арройо («Тенерифе Маричаль»)
Лучшая связующая: Ирина Жукова («Фоппапедретти»)
Лучшая либеро: Паола Кардулло («Асистел Воллей»)
Самая результативная: Виктория Равва («РК де Канн»)